# هنری سای
هنری سای (به انگلیسی: Henry Sy) (زاده ۱۵ اکتبر ۱۹۲۴ – درگذشته ۱۹ ژانویه ۲۰۱۹) کارآفرین، سرمایه‌دار و مدیر اجرایی فیلیپینی چینی‌تبار بود، که در سال ۱۹۶۰ شرکت سرمایه‌گذاری اس‌ام را تأسیس نمود.
وی از سال ۲۰۱۴ تا پیش از درگذشت، با دارایی خالص بیش از ۱۲ میلیارد دلار، ثروتمندترین فرد فیلیپین به‌شمار می‌آمد. هنری سای در سال ۲۰۱۴ در فهرست مجله فوربز از ثروتمندترین افراد جهان در رتبه ۹۲ قرار گرفت.